# Campeonato Baiano 2007
In 2007 werd het 103de Campeonato Baiano gespeeld voor voetbalclubs uit de Braziliaanse staat Bahia. De competitie werd gespeeld van 14 januari tot 9 mei en werd georganiseerd door de FBF. Vitória werd kampioen.
Ipitanga verhuisde van de stad Lauro de Freitas naar Madre de Deus.

## Eerste fase
| Plaats | Club                   | Wed. | W  | G  | V  | Saldo | Ptn. |
| ------ | ---------------------- | ---- | -- | -- | -- | ----- | ---- |
| 1.     | Vitória                | 22   | 15 | 5  | 2  | 64:27 | 50   |
| 2.     | Bahia                  | 22   | 15 | 5  | 2  | 50:27 | 50   |
| 4.     | Atlético de Alagoinhas | 22   | 11 | 3  | 8  | 42:35 | 36   |
| 3.     | Poções                 | 22   | 10 | 6  | 6  | 29:25 | 36   |
| 5.     | Juazeiro               | 22   | 11 | 1  | 10 | 33:35 | 34   |
| 6.     | Fluminense de Feira    | 22   | 7  | 6  | 9  | 33:34 | 27   |
| 7.     | Camaçari               | 22   | 7  | 5  | 10 | 32:43 | 26   |
| 8.     | Vitória da Conquista   | 22   | 6  | 8  | 8  | 22:22 | 26   |
| 9.     | Itabuna                | 22   | 6  | 6  | 10 | 30:36 | 24   |
| 10.    | Colo Colo              | 22   | 4  | 10 | 8  | 26:33 | 22   |
| 11.    | Ipitanga               | 22   | 3  | 9  | 10 | 28:42 | 18   |
| 12.    | Catuense               | 22   | 3  | 4  | 15 | 19:49 | 13   |

|  | Geplaatst voor tweede |
|  | Degradatie            |

## Tweede fase
| Plaats | Club                   | Wed. | W | G | V | Saldo | Ptn. |
| ------ | ---------------------- | ---- | - | - | - | ----- | ---- |
| 1.     | Vitória                | 6    | 5 | 1 | 0 | 24:8  | 16   |
| 2.     | Bahia                  | 6    | 3 | 2 | 1 | 16:12 | 11   |
| 3.     | Atlético de Alagoinhas | 6    | 2 | 1 | 3 | 8:12  | 7    |
| 4.     | Poções                 | 6    | 0 | 0 | 6 | 4:20  | 0    |

|  | Kampioen |

### Kampioen
| Campeonato Baiano de 2007 |
| ------------------------- |
| VITÓRIA 23° Titel         |